# 楊慎家族墓
楊慎家族墓位於四川省成都市新都區，文物遺址年代判定為明。2012年7月16日公佈為第八批四川省文物保護單位。

## 簡介[2]
楊慎家族墓位於四川省成都市新都區體育場內，坐西向東，占地面積267平方公尺，為明代著名學者楊慎家族墓地，俗稱狀元墳。墓地原有封土三座，分別為楊慎祖父楊春與妻葉夫人合葬墓、楊慎父親楊廷和與妻黃夫人合葬墓、及楊慎與妻黃峨合葬墓。1988年，為紀念楊升庵誕辰五百周年，重修狀元墳，三墓合為一封土。現封土底徑8公尺，高4公尺，封土基座用5圈條石圍護，重立碑，碑文：“明翰林院修撰楊慎升庵、諾封宜人黃峨秀眉之墓”。該墓地是明代狀元楊升庵家族的重要遺跡。1985年，楊慎家族墓被新都縣人民政府公佈為縣級文物保護單位。